# هرکاخو د لاس ترس
هرکاخو د لاس ترس دهستانی در استان آبیلای اسپانیا است.

این دهستان ۷۴۶ نفر زندگی می‌کنند. مساحت این دهستان ۴۷٫۳۵ کیلومتر مربع است.